# Плавання на літніх Олімпійських іграх 2012 — естафета 4x100 метрів комплексом (жінки)
Змагання з плавання в естафеті 4x100 метрів комплексом серед жінок на Олімпіаді 2012 року відбулись 3–4 серпня в Центрі водних видів спорту в Лондоні.

## Рекорди
Станом на 3 серпня 2012 світовий і олімпійський рекорди були такими:
| Світовий рекорд     | КНР (CHN) Чжао Цзін (58.98) Чень Хуейцзя (1:04.12) Цзяо Люян (56.28) Лі Чжеси (52.81)                   | 3:52.19 | Рим, Італія  | 1 серпня 2009  | [ 2 ] [ 3 ] |
| Олімпійський рекорд | Австралія (AUS) Емілі Сібом (59.33) Лісель Джонс (1:04.58) Джесс Скіппер (56.25) Ліббі Тріккетт (52.53) | 3:52.69 | Пекін, Китай | 17 серпня 2008 | [ 4 ]       |

Під час змагань встановлено такі рекорди:
| Дата     | Дисципліна | Swimmers                                                                                 | Країна    | Час     | Рекорд |
| -------- | ---------- | ---------------------------------------------------------------------------------------- | --------- | ------- | ------ |
| 4 серпня | Фінал      | Міссі Франклін (58.50) Ребекка Соні (1:04.82) Дана Воллмер (55.48) Еллісон Шмітт (53.25) | США (USA) | 3:52.05 | WR, OR |

## Результати

### Попередні запливи
| Місце | Заплив | Доріжка | Країна                | Swimmers | Час     | Примітки |
| ----- | ------ | ------- | --------------------- | --- | ------- | -------- |
| 1     | 2      | 5       | Австралія (AUS)       | Емілі Сібом (58.57) Лісель Джонс (1:05.96) Алісія Кауттс (57.45) Бріттані Елмслі (53.44)                                       | 3:55.42 | Q        |
| 2     | 2      | 3       | Японія (JPN)          | Ая Теракава (59.19) Сатомі Судзукі (1:07.15) Юка Като (57.73) Харука Уеда (53.80)                                              | 3:57.87 | Q        |
| 3     | 2      | 2       | Данія (DEN)           | Міе Нільсен (1:00.27) Рікке Меллер Педерсен (1:07.15) Джанетт Оттесен (56.74) Пернілла Блуме (54.19)                           | 3:58.35 | Q, NR    |
| 4     | 2      | 4       | США (USA)             | Рейчел Бутсма (59.70) Бріджа Ларсон (1:06.66) Клер Донаг'ю (58.05) Джессіка Гарді (54.47)                                      | 3:58.88 | Q        |
| 5     | 1      | 7       | Нідерланди (NED)      | Шарон ван Раувендал (1:00.98) Монік Нейхейс (1:06.98) Інге Деккер (57.43) Фемке Гемскерк (53.80)                               | 3:59.19 | Q        |
| 6     | 2      | 6       | Велика Британія (GBR) | Джемма Споффорт (1:00.02) Шівон Марі О'Коннор (1:08.10) Джемма Лов (57.56) Емі Сміт (53.69)                                    | 3:59.37 | Q        |
| 7     | 1      | 4       | Китай (CHN)           | Gao Chang (1:00.41) Сунь Є (1:08.01) Цзяо Люян (57.56) Тан І (53.40)                                                           | 3:59.38 | Q        |
| 8     | 1      | 5       | Росія (RUS)           | Марія Громова (1:01.53) Юлія Єфімова (1:05.84) Ірина Беспалова (58.33) Вероніка Попова (53.87)                                 | 3:59.57 | Q        |
| 9     | 1      | 3       | Німеччина (GER)       | Дженні Менсінг (1:01.02) Сара Певе (1:07.19) Александра Венк (58.85) Брітта Штеффен (52.89)                                    | 3:59.95 |          |
| 10    | 2      | 7       | Швеція (SWE)          | Сара Шестрем (1:01.38) Дженні Юханссон (1:06.94) Мартіна Гранстрем (58.46) Мішель Колеман (53.98)                              | 4:00.76 |          |
| 11    | 1      | 2       | Італія (ITA)          | Аріанна Барб'єрі (1:00.80) Мікела Гуццетті (1:08.62) Іларія Біанкі (57.59) Федеріка Пеллегріні (55.19)                         | 4:02.20 |          |
| 12    | 1      | 6       | Канада (CAN)          | Джулія Вілкінсон (1:00.49) Тера ван Бейлен (1:08.12) Кетрін Савард (59.00) Саманта Чевертон (55.10)                            | 4:02.71 |          |
| 13    | 2      | 1       | Іспанія (ESP)         | Дуане да Роча (1:00.43) Маріна Гірсія (1:08.35) Юдіт Ігнасіо (59.07) Мелані Коста (55.20)                                      | 4:03.05 | NR       |
| 14    | 1      | 1       | Франція (FRA)         | Лор Маноду (1:01.09) Фанні Бабу (1:09.14) Жюстін Бруно (1:00.17) Шарлотт Бонне (55.13)                                         | 4:05.53 |          |
| 15    | 2      | 8       | Ісландія (ISL)        | Ейглоу Оуск Густафсдоуттір (1:01.74) Храфнхільдур Лютерсдоттір (1:09.19) Сара Блейк Бейтман (1:00.04) Ева Ханнесдоттір (56.12) | 4:07.09 |          |
| 016   | 1      | 8       | Угорщина (HUN)        | Евелін Варрасто (1:03.39) Анна Станкович (1:17.43) Жужанна Якабош Естер Дара                                                   | DSQ     |          |

### Фінал
| Місце | Доріжка | Країна                | Swimmers                                                                                              | Час     | Час Behind | Примітки |
| ----- | ------- | --------------------- | --- | ------- | ---------- | -------- |
| 1     | 6       | США (USA)             | Міссі Франклін (58.50) Ребекка Соні (1:04.82) Дана Воллмер (55.48) Еллісон Шмітт (53.25)              | 3:52.05 |            | WR       |
| 2     | 4       | Австралія (AUS)       | Емілі Сібом (59.01) Лісель Джонс (1:06.06) Алісія Кауттс (56.41) Мелані Скленджер (52.54)             | 3:54.02 | 1.97       |          |
| 3     | 5       | Японія (JPN)          | Ая Теракава (58.99) Сатомі Судзукі (1:05.96) Юка Като (57.36) Харука Уеда (53.42)                     | 3:55.73 | 3.68       | NR       |
| 4     | 8       | Росія (RUS)           | Анастасія Зуєва (59.13) Юлія Єфімова (1:04.98) Ірина Беспалова (58.59) Вероніка Попова (53.33)        | 3:56.03 | 3.98       | NR       |
| 5     | 1       | Китай (CHN)           | Чжао Цзін (59.86) Цзі Ліпін (1:06.94) Лу Ін (56.80) Тан І (52.81)                                     | 3:56.41 | 4.36       |          |
| 6     | 2       | Нідерланди (NED)      | Шарон ван Раувендал (1:00.72) Монік Нейхейс (1:06.74) Інге Деккер (56.91) Раномі Кромовідьойо (52.91) | 3:57.28 | 5.23       | NR       |
| 7     | 3       | Данія (DEN)           | Міе Нільсен (59.76) Рікке Меллер Педерсен (1:06.77) Джанетт Оттесен (56.83) Пернілла Блуме (54.40)    | 3:57.76 | 5.71       | NR       |
| 8     | 7       | Велика Британія (GBR) | Джемма Споффорт (59.46) Шівон Марі О'Коннор (1:08.45) Еллен Ганді (57.47) Франческа Холсолл (54.08)   | 3:59.46 | 7.41       |          |